# Grande Mosquée de Dosso
La Grande Mosquée de Dosso est une mosquée située dans la ville de Dosso, au Niger.

## Historique
La première mosquée est une paillotte. En 1917, elle est remplacée par un édifice en argile à la demande du Zarmakoye, le souverain traditionnel de Dosso. Le nouveau bâtiment est construit par des maçons haoussas de Sokoto. En dépit de son importance architecturale, l'édifice est rasé en 1978 et remplacé par une nouvelle mosquée l'année suivante.
En 2015 s'achèvent d'importants travaux de rénovation d'un coût de 250 millions de francs CFA.

## Description
La Grande Mosquée se trouve dans le centre-ville de Dosso, en face du palais du Zarmakoye. Elle possède une façade blanche et verte. Son unique minaret, qui repose sur une base carrée et s'amincit en hauteur, est surmonté d'un hilal vert. Il s'agit d'un des rares minarets inspirés de celui de la grande mosquée d'Agadez.
La Grande Mosquée de Dosso renferme le tombeau d'Alboury Ndiaye, le dernier roi du Djolof.